# Ostha maises
Ostha maises là một loài bướm đêm trong họ Noctuidae.